# Diederick Schelfhout
Diederick Schelfhout (Aalst, 26 december 1985) is een Belgische wielrenner en paralympiër.

## Biografie
Schelfhout stond op punt om zijn droom als profrenner op 22-jarige leeftijd waar te maken toen het noodlot toesloeg. Een auto reed zijn motor aan en de motor kwam tot ontploffing met Schelfhout er nog steeds op. Hij schoof over het harde beton en kwam samen met de motor tegen een geparkeerde auto terecht. Ook deze ontplofte. Hierdoor raakte hij voor 85% verbrand.
Na tal van operaties hield hij er verminderde kracht in linkerbeen -en arm, een quadricepsruptuur, kapotte linkerknie en ontbrekend vingerkootje aan over, maar dit weerhield hem er niet van terug te komen en brons te behalen op het WK in Mexico.

## Palmares
- 2019 - WK Apeldoorn, 3000m Individuele achtervolging ,
- 2019 - WK Apeldoorn, 1km-tijdrit,
- 2018 - WK Rio de Janeiro, 3000m Individuele achtervolging
- 2018 - WK Rio de Janeiro, 1000m Tijdrijden
- 2017 - WK Los Angeles, 3000m Individuele achtervolging
- 2016 - Paralympische Spelen Rio, 3000m Individuele achtervolging baan,9e
- 2016 - Paralympische Spelen Rio, 1000m Tijdrijden C31000m Tijdrijden C3 baan, 12e
- 2016 - Paralympische Spelen Rio, tijdrit C3 baan, 12e
- 2015 - WK Apeldoorn, 1km-tijdrit,
- 2015 - WB Maniago, tijdrit,
- 2015 - WB Yverdon-les-Bains, tijdrit,
- 2014 - WK Aguascalientes, 1km-tijdrit,
- 2014 - WB Segovia, wegrit,